# Апартаменти 1303
«Апартаменти 1303» (англ. Apartment 1303 3D) — американсько-канадський фільм жахів, ремейк однойменного японського фільму, знятого за книгою Кеї Оіші. Зйомки фільму почалися в Монреалі на початку листопада 2011 року. В Росії фільм вийшов у прокат 6 грудня 2012 року. В головних ролях Міша Бартон, Ребекка Де Морней і Джуліан Мішель.

## Сюжет
Після сімейної сварки Джанет йде з дому, де вона жила зі своєю старшою сестрою Ланою та їх матір'ю-співачкою Медді. Джанет переїжджає в орендовану квартиру 1303 на тринадцятому поверсі житлового будинку в центрі Детройта. Дев'ятирічна сусідка Емілі пояснює Джанет, що попередній господар її нової квартири покінчив із собою. Дивні речі починають відбуватися в квартирі, і коли у Джанет з'являються синці, на роботі думають, що її хлопець Марк б'є її, але вона вважає, що це через ходьбу уві сні.
Джанет була приголомшена, коли стала свідком не зрозумілих явищ в своєму новому житлі і Марк приїжджає до неї в квартиру, щоб заспокоїти її. Увечері того ж дня, Джанет будять надприродні сили в квартирі, але Марка вже немає. Привид дівчинки, що покінчила життя самогубством, опановує тілом Джанет і приводить її до самогубства. Після смерті Джанет Лана приїжджає збирати речі сестри і починає відчувати ті ж страхи.

## У ролях
| Актор             | Роль                            |
| ----------------- | ------------------------------- |
| Міша Бартон       | Лара Слейт                      |
| Ребекка Де Морней | Медді Слейт мати Лари та Джанет |
| Джуліанна Мішель  | Джанет Слейт сестра Лари        |
| Корі Севьер       | Марк Тейлор                     |
| Джон Діл          | детектив                        |
| Роберт Бланш      | Оніл                            |
| Медісон МакАлір   | Емілі                           |
| Кетлін МакКей     | Дженніфер Логан                 |
| Кетрін Кліленд    | офіціантка                      |

## Виробництво
Спочатку на зйомки фільму був запрошений шведський режисер Деніел Фріделл, але пізніше був замінений на Мішеля Таверна. Для зйомок фільму були найняті спеціалізовані групи 3D-експертів з Гонконгу.